# Trichoncus maculatus
Trichoncus maculatus är en spindelart som beskrevs av Fei, Gao och Zhu 1997. Trichoncus maculatus ingår i släktet Trichoncus och familjen täckvävarspindlar. Inga underarter finns listade i Catalogue of Life.